# 神田神保町
35°41′43.77″N 139°45′29.23″E / 35.6954917°N 139.7581194°E

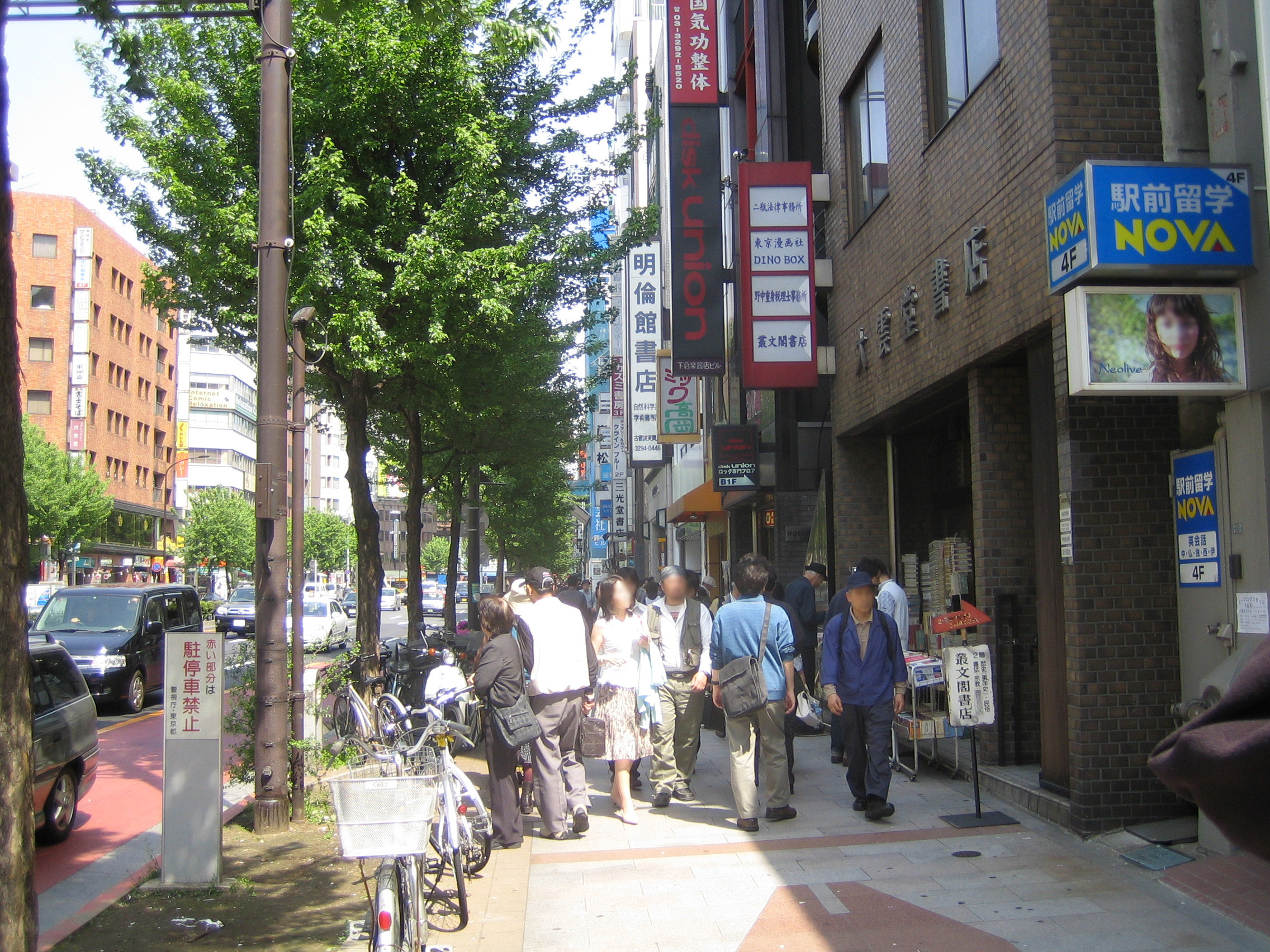
神田舊書店街

神田神保町（日语：／ Kanda jimbōchō */?）是位於日本東京都千代田區的町，未實施住居表示，下設一丁目至三丁目。2013年8月1日為止的人口數為2,998人。郵遞區號101-0051。該地區以聚集眾多書店、出版社而聞名，區內的神保町古書街是世界最大的舊書店街。周邊因有許多高等院校，故也有「學生街」的色彩。

## 地理
位於東京都千代田區北部，屬神田地域。北鄰西神田、東北接猿樂町，東臨神田駿河台，東南連神田小川町，南通神田錦町、一橋，西南接九段南，西臨九段北。
東西向的靖國通與南北向的白山通穿越町域中心。兩路交叉點為神保町交差點。此地聚集了許多書店、出版社、出版代理店等，並有世界最大規模的舊書店街，為著名的書店町。此外這裡也有許多體育用品店與登山用品店。靖國通與明大通交會的駿河台下交差點鄰近有樂器店街的御茶之水與運動用品店街的神田小川町，商業活動興盛。救世軍日本總部也在此地。

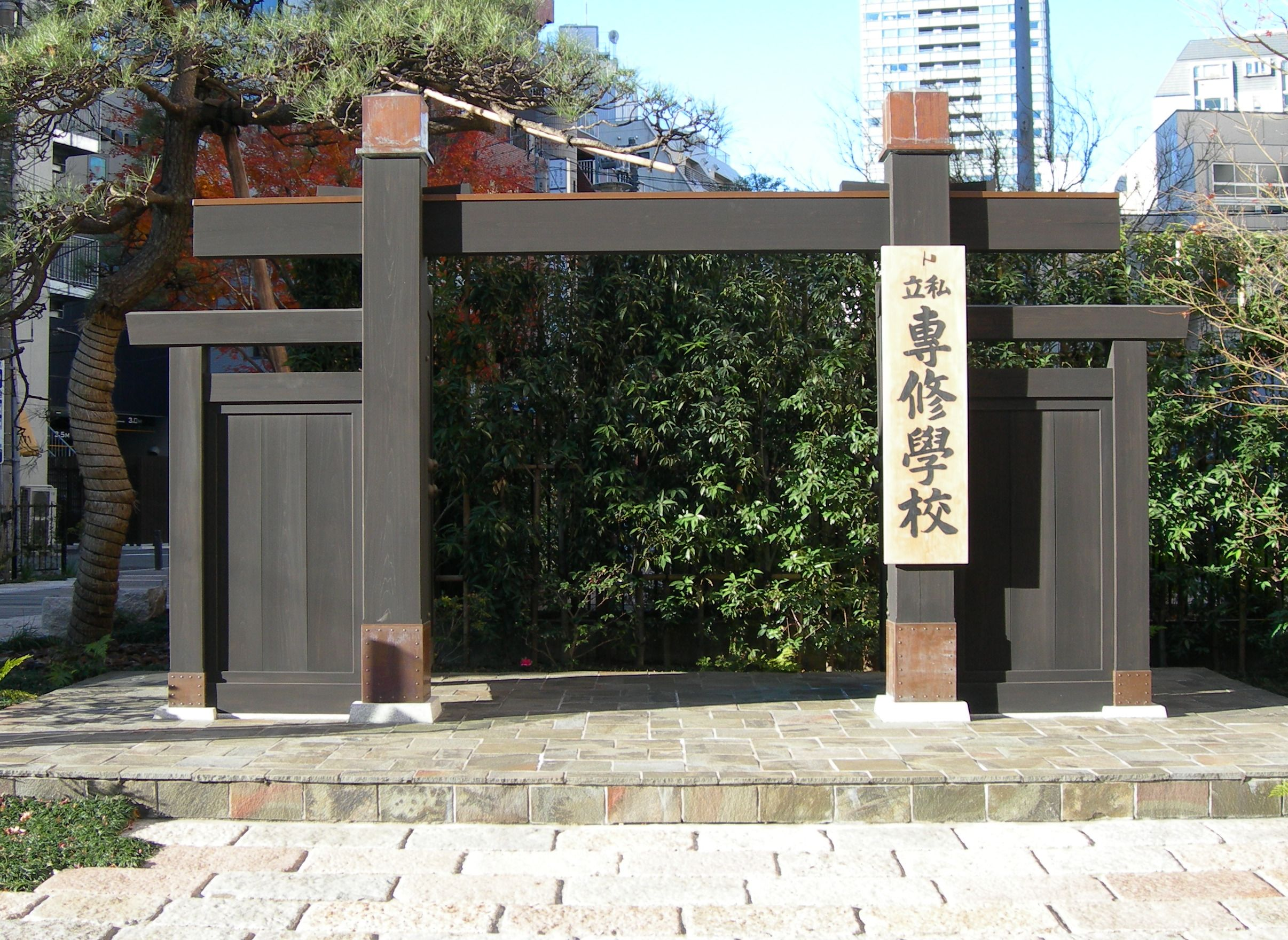
專修大學黑門

神保町周圍有明治大學、法政大學、日本大學、專修大學、東京醫科牙科大學、順天堂大學、共立女子大學、駿台預備校、大原簿記學校、TAC、LEC等教育機構，因此也帶有學生街的色彩。過去東京商科大學、國學院大學，以及昭和50年代以前的中央大學都位於此地，法律名校明治、中央、法政、日大、專修等聚集在神田的五校合稱為「神田五大學」。其中明治、中央、日大、專修四校相鄰，而有「日本的拉丁區」之稱。雖然因關東大地震、戰災、學生運動、校地擴大等原因讓各校逐漸移往郊區，但這被官方所認可的稱呼直到今日仍在使用。這種地域性吸引許多廉價餐飲店在此開業。此外，各種雜誌也介紹了在神保町扎根的「胡同文化」，大都心的性格與日常生活的融合展現了獨特的氛圍。但隨著近年大學校舍高層化、高層大樓與公寓的再開發，街貌逐漸改變。小學館與集英社本社位於相鄰的一橋，神保町內也有不少出版社。

### 書店街、舊書店街

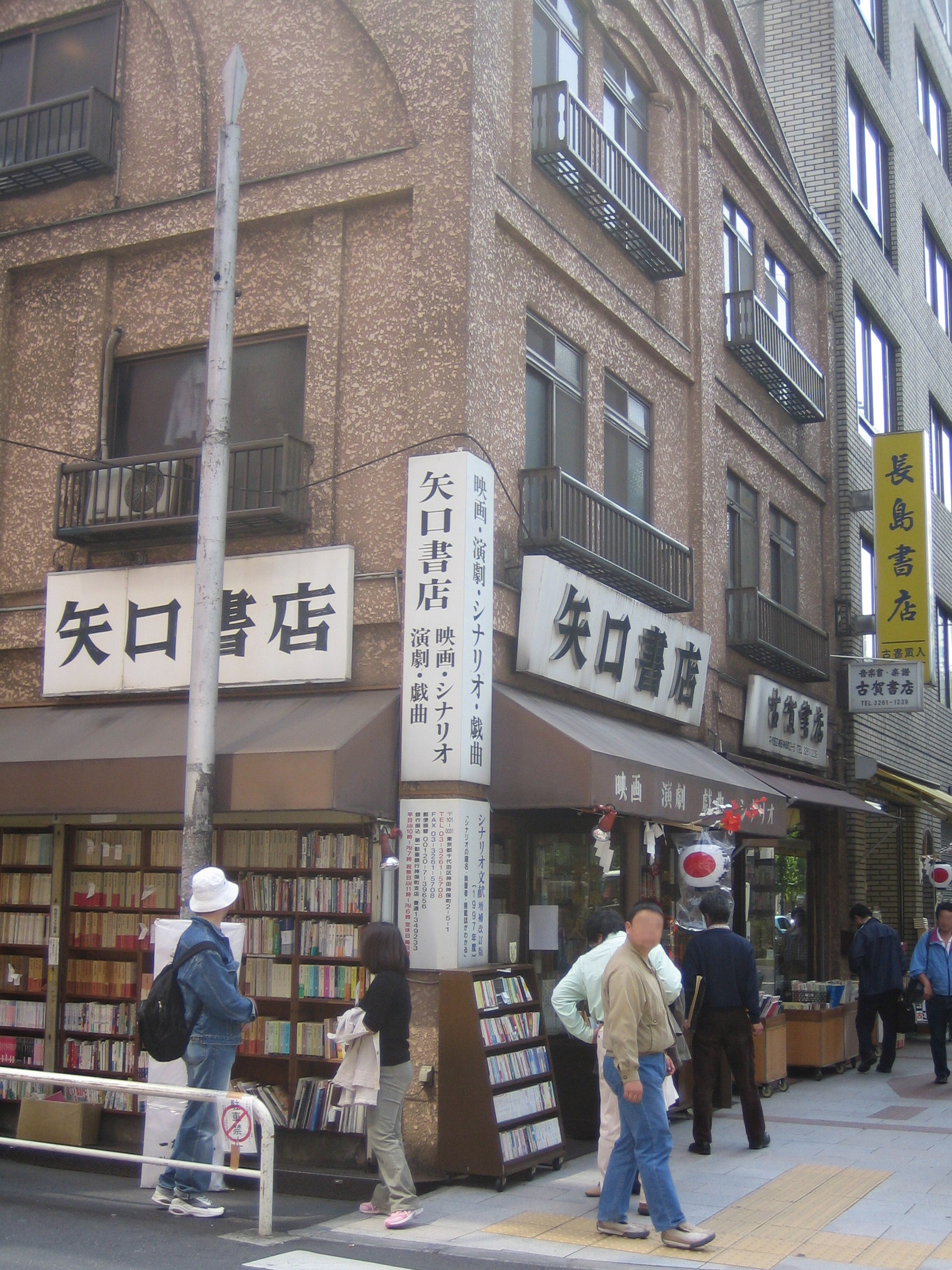
靖國通旁有許多舊書店

在這個世界最大規模的書店街，每年都會舉辦神田古本祭和神保町書節（神保町ブックフェスティバル）等活動。這裡也是世界最大規模的舊書店街。神保町最大的書店是在此創業的三省堂書店神保町本店，為神保町的地標。其他大型書店有連鎖店書泉與東京堂書店，大部分的店舗是專門性書店和小規模書店、舊書店等。
舊書店多在靖國通沿線，店家大多是坐南朝北，這是為了防止陽光的照射破壞舊書。
靖國通開通以前，神保町主要道路鈴蘭通上的舊書店也大多是坐南朝北。

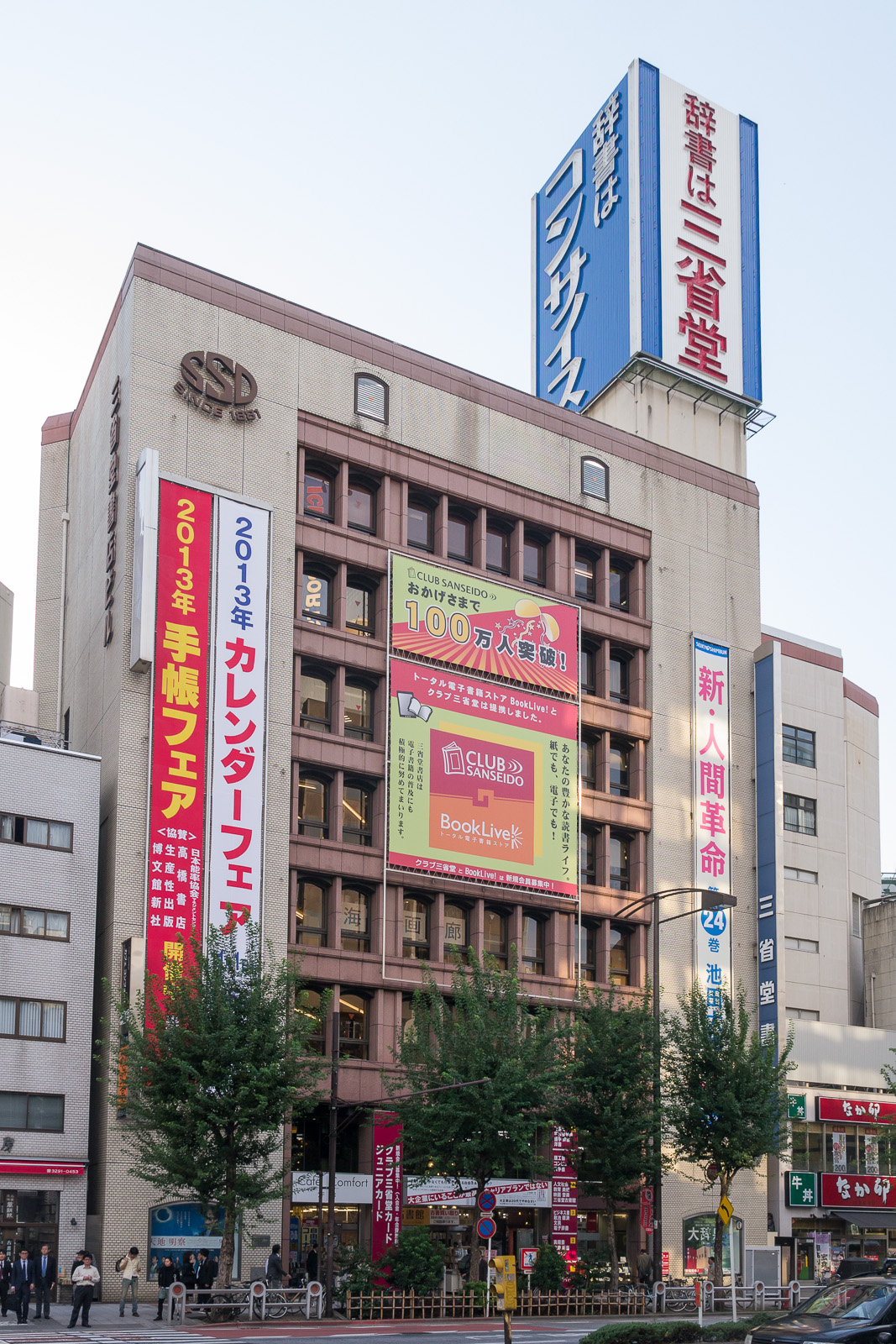
三省堂神保町本店
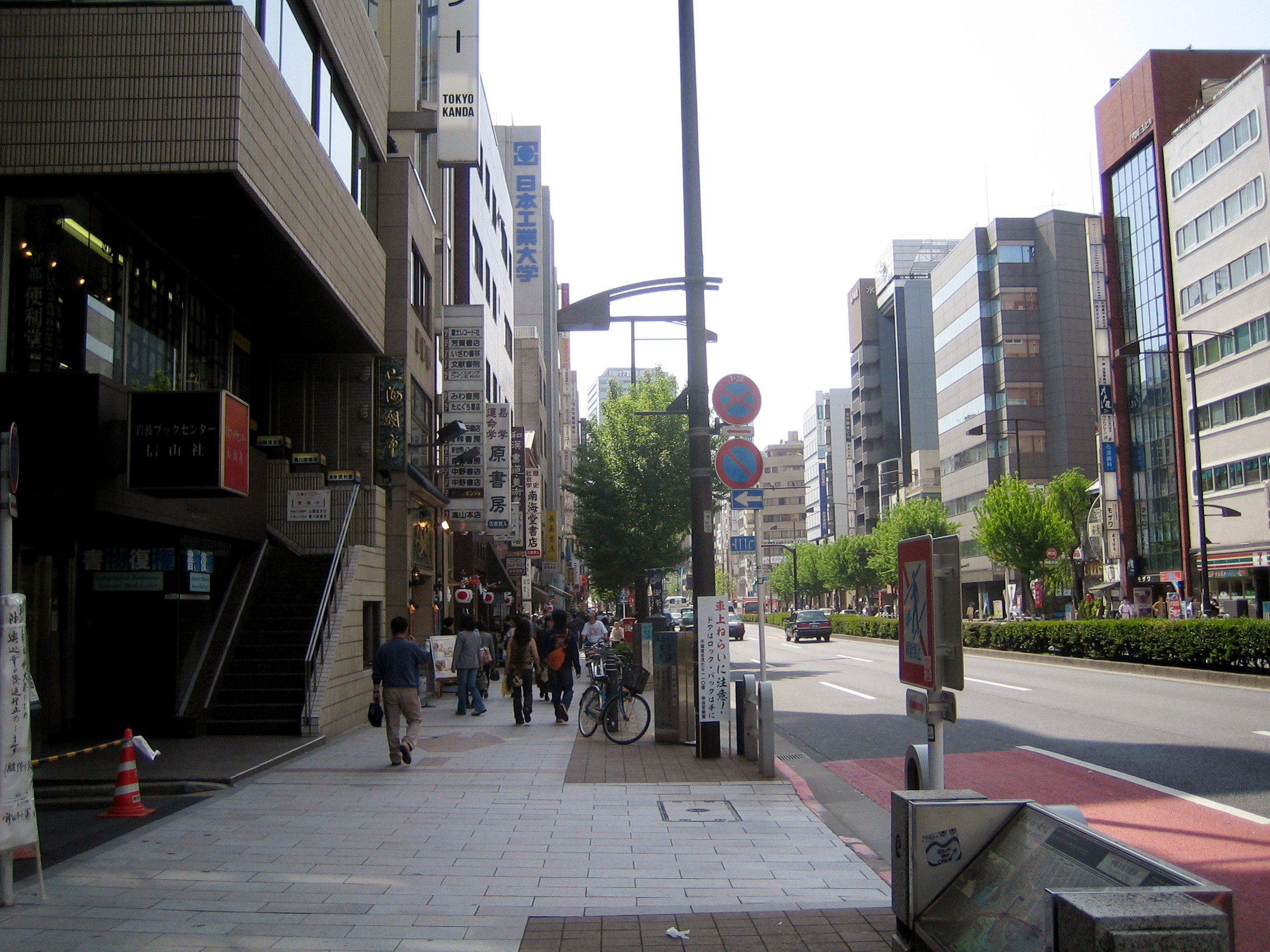
神田舊書店街
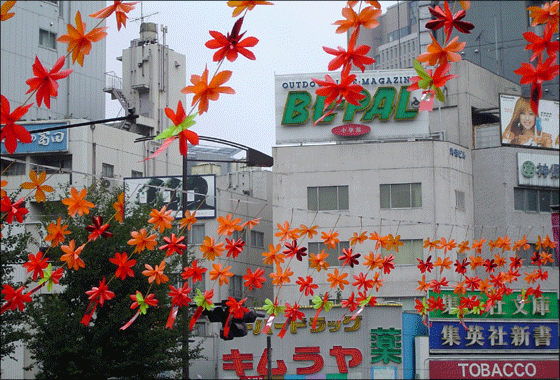
神保町交差點
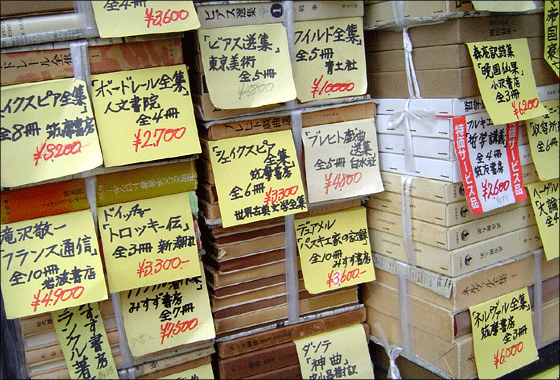
神田古本祭

### 飲食店街

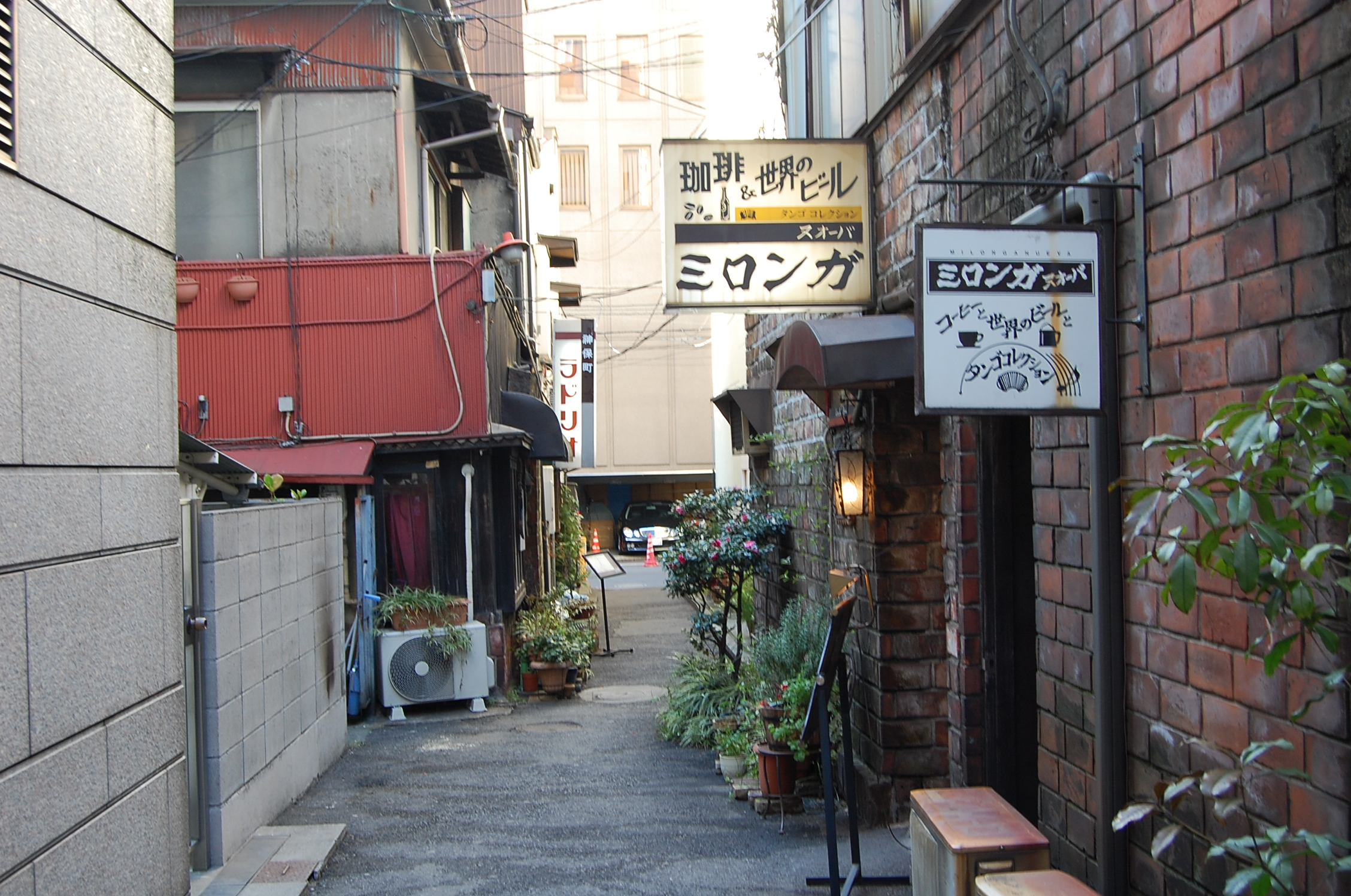
老喫茶店（2008年1月）

本地的餐飲店眾多。2000年以來咖哩專門店不斷增加，被稱作咖哩激戰區。連鎖店不斷增加，加上本地的天婦羅、麵類、西洋料理、中華料理等，聚集了多樣餐飲店在此營業。眾多的古典喫茶店也是本地特色。

### 奇數番地與偶數番地
神田神保町現在的町域是在1934年1月1日區劃整理中誕生。這次區劃整理是與現在的靖國通拓寬工程共同執行。神田神保町重新劃分地番時，決定將靖國通以南設為奇數地番，以北是偶數地番，沿靖國通依序編號。這種以街道來區分的方式雖在世界各國十分常見，但在日本仍屬罕見。
靖國通沿線尚未實施住居表示，仍用上述的地番作為住址。因此從地址就可分辨是位在靖國通的南方或北方。

## 歷史
過去此地曾開設多家電影院，但最後僅剩岩波電影院1館持續營業。2007年7月7日神保町影院大樓開幕，神保町電影院（神保町シアター）與吉本興業營運的神保町花月入駐。

### 沿革
1913年（大正2年），當時屬於廣域地名的小川町發生大火。神田高等女學校（現神田女學園中學校、高等學校）教員岩波茂雄在災後開始經營舊書店，店内販賣夏目漱石的作品與『哲學叢書』獲得大成功，為岩波書店的前身。
岩波的成功吸引了受過教育的民眾、大學生前來神保町。之後，一誠堂古書店、東京堂等書店陸續開幕，提供讀書場地的咖啡廳也隨之而生。
1921年（大正10年），神田區駿河台「文化學院」開校，音樂、美術、舞蹈等藝術相關書籍和學術書籍、華而不實的猥雑書為書店增添許多色彩，曾有「沒有沒有的書」（ない本はない）之稱。關東大地震後，「大正通」（現靖國通）重建完成，交差點命名為「神保町」。昭和後期起逐漸形成今日的樣貌。
1934年（昭和9年），震災後的重建與土地區劃整理事業一同進行，「表神保町」、「通神保町」與靖國通北側的「表猿樂町」合併為「神保町一丁目」，「南神保町」與「一橋通町」部分區域及靖國通北側「北神保町」、「中猿樂町」合併為「神保町二丁目」，今川小路一丁目〜三丁目合併為神保町三丁目。
司馬遼太郎在他的紀行文集『 街道漫步』（街道をゆく）中表示，太平洋戰爭時美軍以「神保町舊書的燒毀是文化上極大損失」為由避開了這一帶的空襲轟炸。但這項說法仍屬於都市傳說，無人能證實。
1987年的泡沫時期，身處都心但地價被低估的神保町各店面成為土地投機商的目標，縱火事件頻傳。但在各店的團結對抗下，大多數店家堅守此地。

### 地名的由來
「神保町」源自於屬戰國大名越中神保氏一族，江戶時代的旗本神保長治。其屋敷在現在的神田神保町二丁目，屋前道路稱為「神保小路」。

## 再開發事業、J-city東京
神保町周邊與其他街道窄小舊建築密集的街區，面臨防災與「土地高度利用」的課題。為了克服這項課題，並阻止人口因地價高漲的不斷流出，千代田區在1990年制定再開發基本計畫、本地被選為「持續居住之街」（住み続けられる街）示範地區。1994年2月決定「神保町一丁目南部地區第一種市街地再開發事業」，2000年權利變換結束後，工程啟動，一些震災復興期的建物遭到拆除。
再開發事業的内容為，神田神保町一丁目43番地至71番地的奇數番地與33番地共計16街區2.5公頃，區劃整合為3街區，建設樓板總面積達14萬2000平方公尺的住商混合複合設施。2003年11月完成。總事業費約645億日圓，其中約8%來自千代田區補助金。事業主體為約130名地主所組成的神保町一丁目南部地區市街地再開發組合，三井不動產負責「專案管理業務」（總合企劃）。此外，為提高地區防災性，同時進行周邊的白山通拓寬與廣場設置。
這個複合設施稱為J-city東京（ジェイシティ東京），再開發計畫中的「北街區」現101番地（舊33番地）為神保町101大樓，「西街區」現103番地（舊49、51、53、55、69、71番地）為東京公園塔（東京パークタワー）、「東街區」現105番地（舊43～47、57～67的奇數番地）為神保町三井大廈。

### 神保町101大樓
- 樓板面積：4,517平方公尺
- 地上：12層
- 地下：無
- 高度：50.60公尺
- 鋼結構、鋼管混凝土柱
- 文化產業信用組合（日语：文化産業信用組合）等

### 東京公園塔

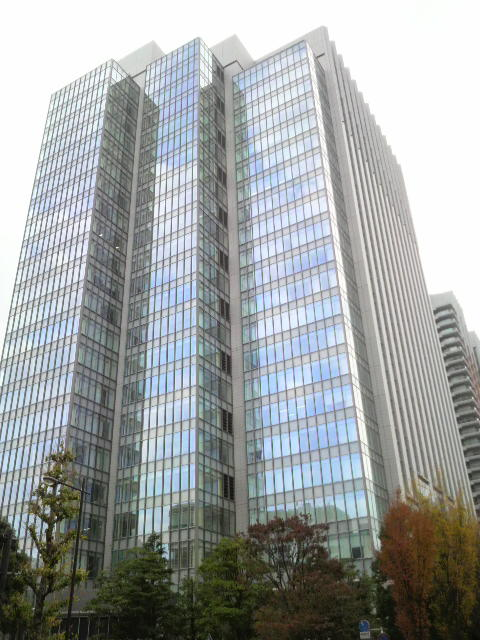
神保町三井大廈

- 樓板面積：48,243平方公尺
- 地上：29層
- 地下：3層
- 高度：104.79公尺
- 高層鋼筋混凝土、部分鋼骨鋼筋混凝土
- 住宅等

### 神保町三井大廈
- 樓板面積：88,649平方公尺
- 地上：23層
- 地下：3層
- 高度：108.30公尺
- 鋼結構、部分為鋼骨鋼筋混凝土
- 旭化成集團、Internet Initiative Japan（日语：インターネットイニシアティブ）（IJ）集團、國立情報學研究所、NTT集團、倍樂生

### 再開發事業沿革
- 1994年2月：都市計畫決議（東京都告示第84號，後2年進行2次修正）、東京都住宅總體規劃指定「住宅供給型再開發促進區」
- 1995年10月：事業主體、神保町一丁目南部地區市街地再開發組合設立
- 1997年3月：權利變換計畫核可
- 2000年2月：權利變換完成
- 2000年10月：開工
- 2001年：一般販售的251戶當日銷售完畢
- 2002年1月：神保町101大樓竣工
- 2003年3月：神保町三井大廈、東京公園塔竣工
- 2003年9月：神保町一丁目南部地區市街地再開發組合解散

## 交通
鐵路

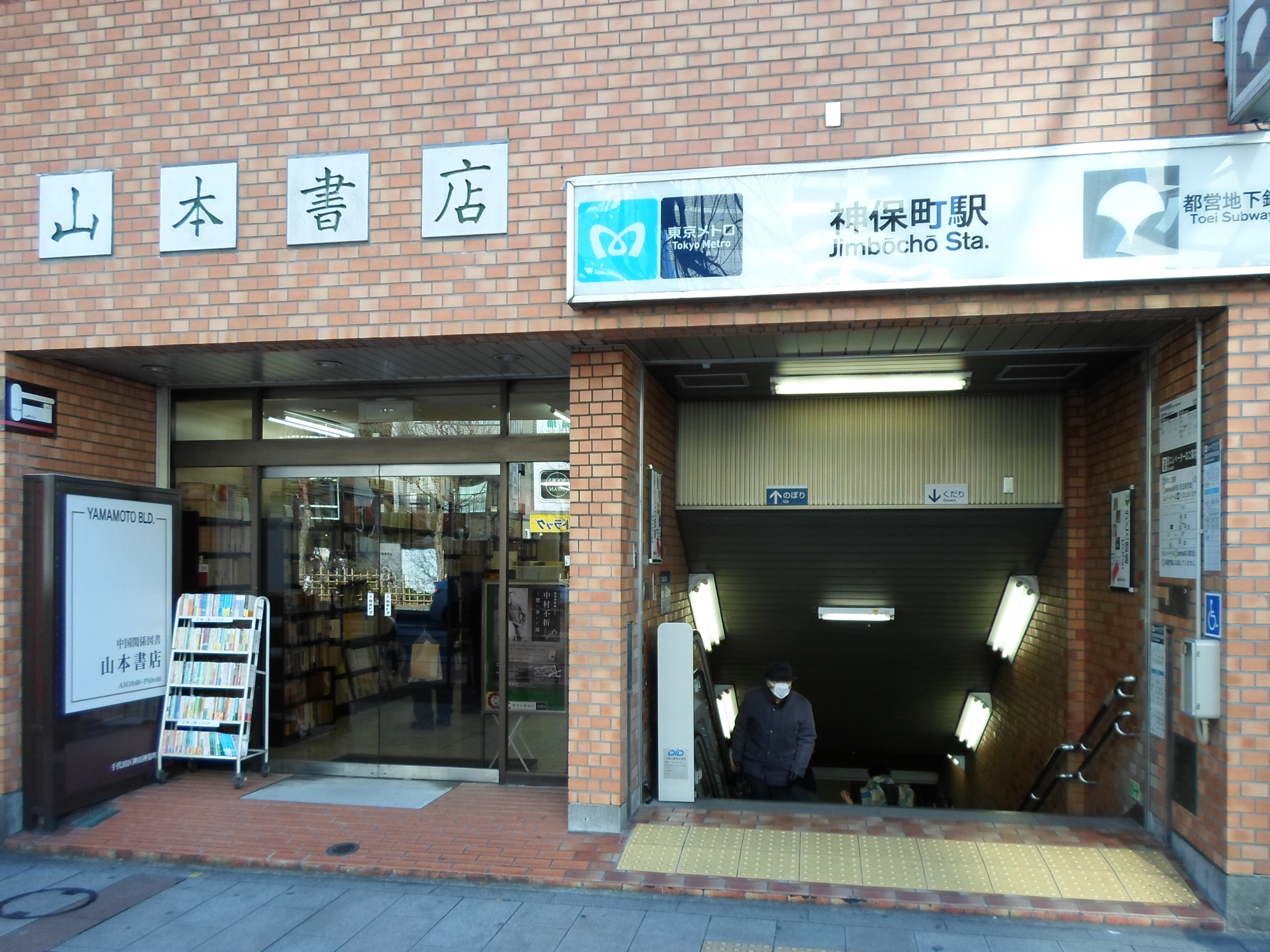
神保町地铁站

- 都營地下鐵 神保町站（○三田線、○新宿線）（副名稱 專修大學前）
- 東京地下鐵 神保町站（○半藏門線）

巴士
- 都營巴士
  - 東43（東京站北口〜駿河台下〜荒川土手操車所）
  - 都02乙（一橋〜神保町〜神保町二〜池袋站東口）

道路
- 東京都道302號新宿兩國線（靖國通）
- 東京都道301號白山祝田田町線（白山通（日语：白山通り））

## 知名人士
- 三宅裕司（日语：三宅裕司）－神田神保町3丁目出身
- 逢坂剛

## 外部連結
- 千代田区 町名板由来ガイド 北神保町 （页面存档备份，存于）